# AFC Rangers
Der AFC Rangers ist ein 1986 als Blue Rangers Schwarzenau gegründeter American-Football-Verein in Niederösterreich. Der bis 2006 in Schwarzenau im Waldviertel beheimatete Verein wechselte 2006 nach Mödling. Nach einem weiteren Namenswechsel des Teams zu Lower Austria Titans trug der Verein in der Saison 2011 und 2012 den Sponsorennamen AFC Kornmesser Rangers. Nach Verlust des Sponsors wurde der Verein wieder in AFC Rangers umbenannt. In den Jahren 2012 und 2013 spielte das Team in der Austrian Football League, 2014 in der Austrian Football Division Two und ab 2015 in der Austrian Football Division One. Seit 2016 spielen sie wieder in der Austrian Football League.

## Geschichte

### Gründung
Die Gründung der AFC ASKÖ Rangers reicht bis 1984 mit der Austragung eines Waldviertler Football-Cups zwischen den Vienna Spiders und den Black Dogs zurück. Ende 1986 entstand dann in Maissau aus der Zusammenlegung beider Teams und durch das Einwirken von Thomas Aichmayr, dem Gründer des ersten österreichischen American-Football-Vereins Vienna Ramblocks, der American-Football-Verein Blue Rangers Schwarzenau.

### Frühere Jahre
Bereits 1987 gelang es den Rangers durch das Erreichen des zweiten Platzes hinter den Klosterneuburg Merceneries, von der Aufbauliga in die 2. Bundesliga aufzusteigen.

### Austrian Football League (1989–1992)
1989 konnte der Aufstieg in die Austrian Football League fixiert werden, wo nur drei Jahre später 1992 der Einzug in den Austrian Bowl erreicht wurde. Dort unterlag man aber den favorisierten Graz Giants mit 28:13, konnte aber mit dem Gewinn des Vizemeistertitels den bis heute größten Erfolg in der Vereinsgeschichte erreichen.

### Austrian Football League (1993–2003)
Das Team konnte in dieser Zeit mehrmals die AFL-Play-offs erreichen. Außerdem gelang es auch in internationale Bewerben wie die European Football League 1996 vorzudringen. Ab 2000 beginnende finanzielle Probleme und der Weggang vieler Spieler zu den neugegründeten Vienna Knights zwangen den Verein 2004 zum Abstieg in die zweithöchste Spielklasse.

### Division Two (2008 und 2009)
Von 2008 und 2009 spielte das Team kurzzeitig in der Austrian Football Division Two, schaffte aber in der Saison 2009 mit dem Sieg in der Iron Bowl II den Wiederaufstieg in die Division One.

### Division One (2010 und 2011)
In der Saison 2010 gewann das Team ungeschlagen den Grunddurchgang und schließlich auch das Endspiel um die Silver Bowl XIII gegen die ASKÖ Steelsharks aus Traun mit 24:7. Nach einer sponsorbedingten Umbenennung in AFC Kornmesser Rangers spielte man 2011 wegen einer zweijährigen Auf- und Abstiegssperre zwischen Division One und der AFL wieder in der Division One, die man nach einer weiteren ungeschlagenen Saison mit einem 41:10-Sieg in der Silver Bowl XIV gegen die 2. Mannschaft der Swarco Raiders Tirol ein zweites Mal gewinnen konnte.

### Austrian Football League (2012 und 2013)
2012 erfolgte der Aufstieg in die höchste österreichische Spielklasse in die AFL. Verstärkt mit zwei US-Imports musste man aber schnell feststellen, dass der Leistungsunterschied zwischen der Division One und der AFL groß war. Gleich im ersten Spiel gegen die Swarco Raiders Tirol setzte es eine 52:0-Niederlage. Damit war eine Serie von 26 Siegen in Folge seit der letzten Niederlage im Iron Bowl I, welchen die CNC Gladiators mit 7:24 am 10. Juli 2008 für sich entschieden, zu Ende gegangen. Am Ende der Saison belegte man mit zehn Niederlagen in Serie den 6. und somit letzten Platz.
2013 tritt man zusätzlich auch noch mit einem neugegründeten Miniteam (U13) an der Nachwuchsmeisterschaft an. Die Saison 2013 in der AFL endete ebenso mit zehn Niederlagen und bedeutete den 6. Platz nach dem Grunddurchgang.

### Division Two und Division Three (2014)
Nach dem freiwilligen Ausstieg aus der AFL mussten die Rangers in der letztmöglichen Liga wieder neu anfangen. Da sie aber wie bereits die letzten Jahre auch ein zweites Team, welches in der Division 3 an den Start geht, haben, musste das neu formierte erste Team in der dritthöchsten Liga, der Division 2, an den Start gehen. Diese konnten die Rangers auch gleich mit dem Sieg des Iron Bowls VII gewinnen und waren daher berechtigt für den Aufstieg in die Austrian Football Division One.

### Division One und Division Three (2015)
Durch eine Neugestaltung der kompletten Liga um eine Erweiterung einer Austrian Football Division Four auf fünf Ligen wurde das zweite Team in die Austrian Football Division Three belassen. Das erste Team tritt nach dem Aufstieg aus der Austrian Football Division Two nun in der Austrian Football Division One an.

### Austrian Football League (ab 2016)
Da die Austrian Football League ab der Saison 2016 auf 8 Teams aufgestockt wurde, kam neben dem Silver-Bowl-Sieger 2015, den Cineplexx Blue Devils aus Hohenems, auch der Zweitplatzierte aus Mödling in die höchste österreichische Football-Liga. Head Coach Armin Schneider engagierte viele neue Coaches und Spieler wie Offensive Coordinator Greg Anderson, Defensive-Backs-Coach Mario Floredo sowie das Kärntner-Trio Dario Dobrolevski, Niko Rabitsch und Pico Rabitsch von den Carinthian Black Lions. Sie gewannen beide Spiele gegen den direkten Kontrahenten, die Cineplexx Blue Devils, und jeweils die Heimspiele gegen die Prague Black Panthers und den Ljubljana Silverhawks. So erreichten sie die Wildcard-Spiele und am Ende der Saison den 5. Platz. Damit spielten sie 2017 weiter in der höchsten Austrian Football League.
Auch das zweite Team konnte mit einer erfolgreichen Saison das Endspiel der Austrian Football Division Three, dem Challenge Bowl XIII, erreichen, wo man aber dem zweiten Team der Vienna Knights unterlag. Durch die Aufstockung der ganzen Liga trat das zweite Team ab der Saison 2017 in der Austrian Football Division Two an.

## Gliederung
- Tackle-Kampfmannschaft in der Austrian Football League (ab 2025 Division One)
- Drei Nachwuchsmannschaften: Schüler U14 (9-Mann), Jugend U16 (9-Mann), Junioren U18 (9-Mann)
- ein Flag-Football-Team Rangers Flag in der österreichischen Flag4Fun Liga (ab 14 Jahre)
- ein Flag-Football-Team Rangers Flag Nachwuchs (bis 14 Jahre)

## Erfolge
- 1992: Austrian Bowl Finalist
- 1993: AFL Semi Finalist
- 1995: AFL Semi Finalist
- 1996: European Football League  Participation / AFL Semi Finalist
- 1997: AFL Semi Finalist
- 2017: Österreichischer Meister U13
- 2018: Österreichischer Meister U13